# Donatella Versace
Donatella Versace, född 2 maj 1955 i Reggio di Calabria, Kalabrien, är en italiensk modeskapare och affärskvinna.
Hon är syster till Gianni Versace, grundaren av modehuset Versace. Då Gianni Versace blev mördad i Florida 1997, gick företaget i arv till Donatella Versace och hennes dotter Allegra Versace och hans bror Santo Versace. Dessa ärvde 20% respektive 50% och 30%. Då Allegra endast var 11 år gammal när detta hände sköttes företaget främst av Donatella och Santo Versace.
År 2018 såldes Versace till Michael Kors. Donatella Versace fortsatte efter försäljningen inom företaget med att utveckla Versaces kreativa vision. Hon är aktieägare i Capri Holdings, tidigare Michael Kors Holdings, som är moderbolag till Versace.